# Mapungubwe
Mapungubwe var en historisk by i det, som nu er det nordlige Sydafrika. Byen eksisterede fra 1050 til 1270 i sammenløbet mellem floderne Shashe og Limpopofloden, og den var centrum for et kongerige, som omfattede dele af dagens Botswana og Zimbabwe. Byen er i dag nationalpark, fortidsminde, udgravningsområde og verdensarvsområde.
Mapungubwe betyder sjakalernes område. Mapungubwefjeldet består af sandsten, med 30 meter dybe kløfter og et 300 m langt plateau på toppen. Fjeldet var beboet i perioden 1220-1290.
Mapungubwe nationalpark udgør sammen med Tuli Block i Botswana og Tuli Safari area i Zimbabwe den fælles Limpopo/Shashe Transfrontier Park.

## Kongedømmet
Mapungubwe-samfundet er blevet beskrevet som det mest avancerede i det sydlige Afrika, og arkæologer mener, at det der var det første samfund med klasseinddelt samfundsorganisation, hvor lederne levede adskilt fra folket i øvrigt. Viden og spekulationer om Mapungubwesamfundet er baseret på bygningsrester og andre arkæologiske fund, eftersom der ikke findes skriftlige overleveringer efter Mapungubwene. 
Livet i Mapungubwe var baseret på jordbrug og på familiegrupper. Egne områder var forbeholdt rituelle ceremonier, husholdningsaktiviteter og andre funktioner. Kvæget boede i indhegninger nær boligerne. 

## Udgravningerne
Mapungubwes historie var glemt indtil 1932. Nytårsaften 1932 fandt en lokal bonde og hans søn en række genstande på toppen af fjeldet. De anmeldte fundet til professor Leo Fouché ved University of Pretoria. Det blev indledningen til en række udgravninger, som er fortsat indtil i dag.
Eftersom der blev fundet flere guldgenstande, blev fundene længe holdt hemmelige af frygt for gravrøvere. De fundne genstande er dateret til ca. 1000-1300. Fundene indeholder keramik, glasperler, kinesisk glaseret keramik, guldsmykker (blandt andet det gyldne næsehorn), keramikfigurer, organisk affald, udskåret elfenben samt genstande af kobber og jern.